# Mémorial du Royal Air Force Bomber Command
Pour les articles homonymes, voir Bomber Command.
Le mémorial du Royal Air Force Bomber Command (en anglais : Royal Air Force Bomber Command Memorial) est un mémorial qui commémore les 55.573 aviateurs du Royal Air Force Bomber Command pendant la Seconde Guerre mondiale, quelle que soit leur nationalité.
Situé dans Green Park à Londres, le mémorial a été inauguré par la reine Élisabeth II le 28 juin 2012.

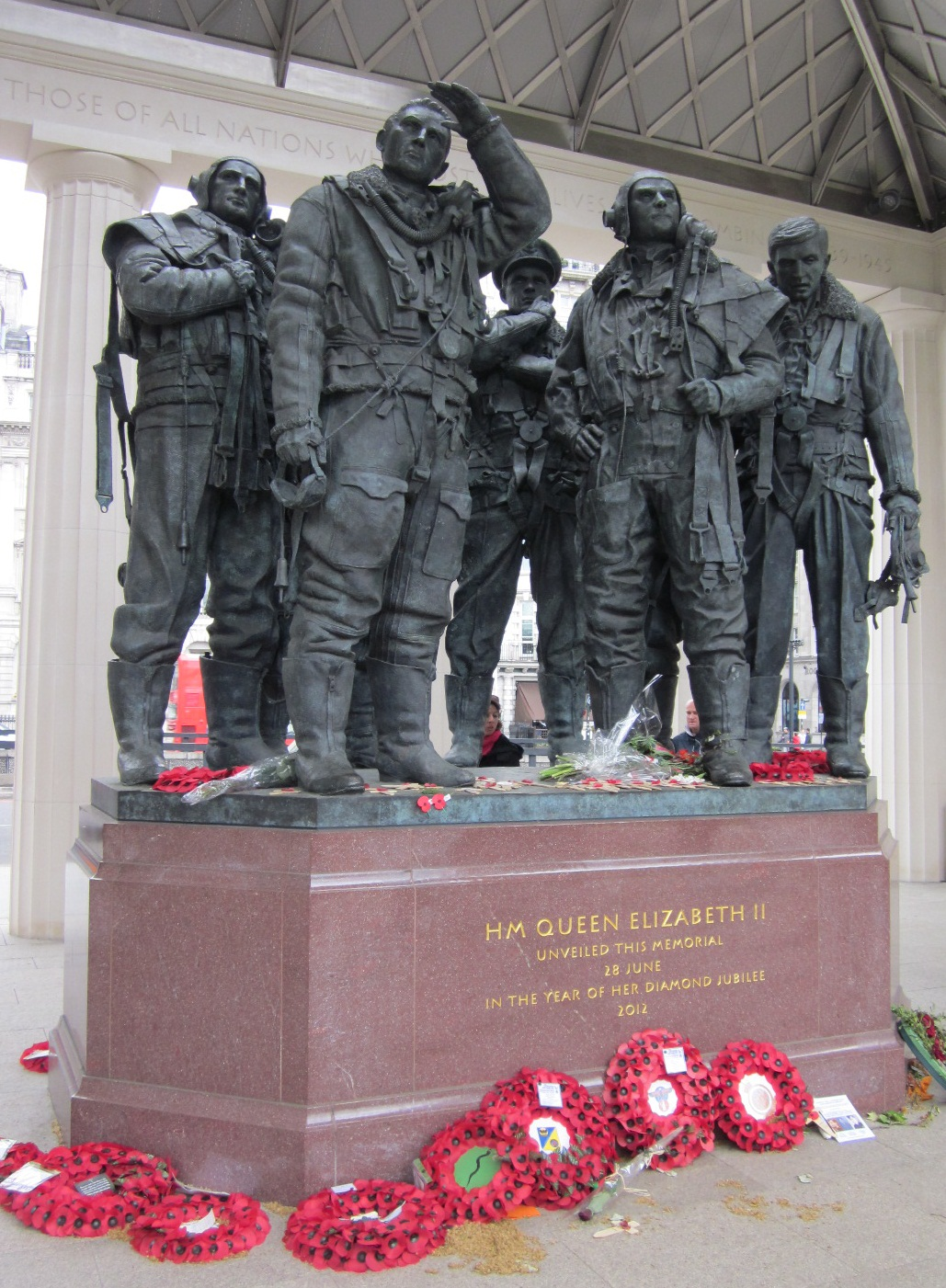
Statues du monument.